# Pałecznica (Klein-Polen)
Pałecznica is een dorp in het Poolse woiwodschap Klein-Polen, in het district Proszowicki. De plaats maakt deel uit van de gemeente Pałecznica.